# Hoya sapaensis
Hoya sapaensis är en oleanderväxtart som beskrevs av T.B.Tran och Rodda. Hoya sapaensis ingår i släktet Hoya och familjen oleanderväxter. Inga underarter finns listade i Catalogue of Life.